# Joseph Alliluyev
Iosif Grigor'evich Alliluyev (Russo: Ио́сиф Григо́рьевич Аллилу́ев; 22 de Maio 1945 – 2 de Novembro 2008) foi um cardiologista russo, mais conhecido por ser neto de Josef Stalin, que comandou a União Soviética em meados de 1920 até sua morte.
Joseph Alliluyev foi o primeiro filho de Svetlana Alliluyeva juntamente com Grigory Morozov, que era um de seus colegas de faculdade e também foi o seu primeiro marido.
Joseph nasceu no dia 22 de maio de 1945 e tinha 7 anos de idade quando Stalin, pai de sua mãe e também seu avô, faleceu em março de 1953. Apesar de Alliluyev ser discreto, contou sobre seu relacionamento com sua mãe e de como ela fugiu para os Estados Unidos em uma entrevista para o Channel One Rússia.
Em 1967, Joseph estava morando com a sua esposa Yelena em Moscou, na Rússia, enquanto estudava para ser médico. Durante esse tempo, Joseph também estava servindo ao seu serviço militar.
Joseph morreu em 2008 e é retratado brevemente como um garoto de 6 anos no filme de 1992 da HBO, Stalin.